# Erwin Patzke
Erwin Patzke (Kwidzyn; 8 de diciembre de 1929 ) es un farmacéutico, y botánico alemán.

## Algunas publicaciones
- 1996. Zur Identität von Carex leersiana Rauschert, C. chabertii F.Schult., C. polyphylla Kar. & Kir. und C. guestphalica (Boenn. ex Rchb.) Boenn. ex O.Lang. Feddes Repertorium 107 ( 1-2 ): 61 - 74

### Libros
- 1968. Untersuchungen über Wurzelfluoreszenz von Schwingelarten zur Gliederung der Verwandtschaftsgruppe Festuca Linné: (Poaceae: Pooideae: Poeae)). 22 pp.
- rainer Gallunder, erwin Patzke, roland u. Neumann. 1990. Flora des Oberbergischen Kreises. 228 pp. ISBN 3882651563

## Honores

### Epónimos
- (Asteraceae) Hieracium patzkei Bomble & R.Mohl[1]

- (Poaceae) Festuca patzkei Markgr.-Dann.[2]

- La abreviatura «Patzke» se emplea para indicar a Erwin Patzke como autoridad en la descripción y clasificación científica de los vegetales.[3]